# Holochlora forstenii
Holochlora forstenii är en insektsart som först beskrevs av Wilhem de Haan 1842.  Holochlora forstenii ingår i släktet Holochlora och familjen vårtbitare. Inga underarter finns listade i Catalogue of Life.